# Kościół w Klinte
Kościół w Klinte – świątynia należąca do diecezji Visby Kościoła Szwecji. Znajduje się w zachodniej części Gotlandii.

## Architektura
Najstarszą częścią tego kościoła jest podstawa wieży, która pochodzi z pierwszej połowy XIII wieku i została zbudowana w stylu romańskim. Jest to jedyna część poprzedniej świątyni, jaka przetrwała do obecnych czasów. Na przełomie XIII i XIV wieku zastąpiono romańskie prezbiterium i nawę aktualnymi, gotyckimi. W tym też czasie dobudowano górną część wieży. W 1933 roku przeprowadzono remont kościoła.
Dolna część wieży posiada romański portal i okna. Część górna zaś charakteryzuje się gotyckimi oknami. Wyjątkowo okazały jest portal w prezbiterium.

## Wnętrze

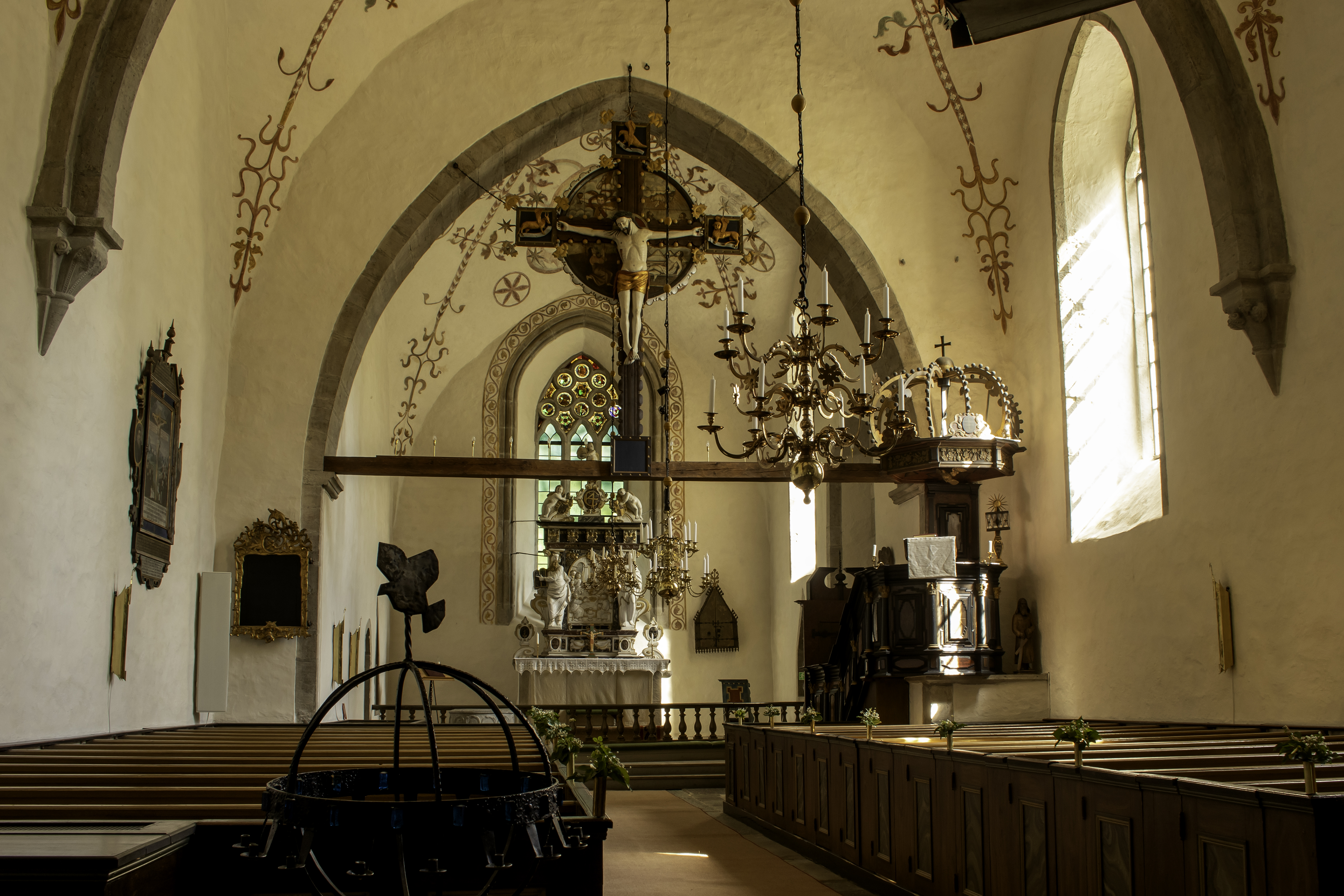
Wnętrze kościoła

Sklepienie w prezbiterium pokrywają freski. W oknie od wschodu zachowały się oryginalne witraże. Przypuszcza się, że ich autorem jest wykonawca witraży w kościele w Alskogu. Spośród wyposażenia świątyni na uwagę zasługują:
- krzyż triumfalny z XV wieku;
- ołtarz z piaskowca z datą 1643, wyrzeźbiony przez Gerta van Eghena;
- chrzcielnica z 1667 roku, wykonana przez Hermana Hanssona Schottego;
- ambona i epitafia z XVII wieku;
- ławki w dużej mierze XVII-wieczne[1][2][4].